# Sharnee Zoll
Sharnee Zoll-Norman (ur. 11 lipca 1986 w Filadelfii) – amerykańska koszykarka grająca na pozycji rozgrywającej.
W latach 2013–2015 zawodniczka polskiego klubu Basket Ligi Kobiet – KSSSE AZS PWSZ Gorzów Wielkopolski. W latach 2015–2018 zawodniczka Ślęzy Wrocław. 7 lipca 2018 podpisała pod raz drugi w karierze umowę z zespołem, z Gorzowa Wielkopolskiego.

## Osiągnięcia
NCAA
- Uczestniczka turnieju NCAA (2008)
- Mistrzyni sezonu regularnego konferencji Atlantic Coast (ACC – 2007)
- Zaliczona do III składu konferencji ACC

Drużynowe
- Mistrzyni Polski (2013, 2017)
- Wicemistrzyni Polski (2011, 2012, 2019[3])
- Brązowa medalistka mistrzostw Polski (2016)
- Zdobywczyni pucharu Polski (2013)
- Finalistka pucharu Polski (2016, 2017)[4]
- Zwyciężczyni turnieju w Trutnovie (2017)[5]

Indywidualne
- MVP:
  - sezonu zasadniczego BLK (2017)[6]
  - finałów PLKK (2017)[7]
  - I etapu rundy zasadniczej TBLK 2014/2015 (grudzień 2014)[8]
  - miesiąca BLK (grudzień 2016)[9]
- Najbardziej energetyczna zawodniczka Energa Basket Ligi Kobiet (2019)[10]
- Uczestniczka meczu gwiazd PLKK (2011, 2012, 2014, 2015)[11][12][13][14]
- Zaliczona do I składu PLKK (2016–2018)[15][16][17]
- Liderka w:
  - asystach:
    - Euroligi (2012)[18]
    - Eurocup (2009, 2010[19], 2018)
    - PLKK (2011, 2012, 2014–2019)[20]
    - ligi:
      - rumuńskiej (2009)
      - tureckiej (2010)

  - przechwytach PLKK (2017)[20]
  - skuteczności rzutów wolnych PLKK (2017)[20]

Reprezentacja
- Mistrzyni świata U–19 (2005)[21]

## Życie osobiste
W czerwcu 2013 roku dokonała coming outu jako lesbijka. Jej małżonką jest Serita Norman.